# Sociedade Esportiva Sanjoanense
A Sociedade Esportiva Sanjoanense é um clube recreativo, esportivo e social, e foi um clube brasileiro de futebol da cidade de São João da Boa Vista, interior do estado de São Paulo. Fundado em 1 de julho de 1916, suas cores são preto e vermelho.,seu mascote é um tigre, atualmente é um clube recreativo sem fins lucrativos.

## História
A Associação Atlética São João elevou o nome de São João da Boa Vista através do futebol, que passou a ganhar grande impulso na cidade. Na sua praça de esportes recebeu equipes de renome como as do Guarani Futebol Clube e Associação Atlética Ponte Preta, de Campinas; Esporte Clube Sírio e Minas Gerais Futebol Clube, de São Paulo; entre outras.
Em 1920, os diretores da Sociedade Esportiva Sanjoanense e da Associação Atlética São João, reunidos na sede desta última, concluíram pela fusão dos dois clubes. O argumento dos diretores da Sanjoanense era: "Vocês tem time e não tem campo; nós temos campo e não temos time". E assim, foi feita a fusão, com a definição do nome do novo clube pela manutenção de Sociedade Esportiva Sanjoanense. Da união do patrimônio esportivo com o patrimônio econômico surgiu uma Sociedade Esportiva Sanjoanense mais forte e pujante, que revitalizou o esporte bretão da cidade.
Logo após a fusão, o time da Sanjoanense inscreve-se na APEA (Associação Paulista de Esportes Atléticos), entidade máxima do futebol paulista na época. No dia 10 de julho de 1921, os dirigentes da SES trataram de inaugurar o estádio Dr. Oscar de Andrade Nogueira e, na festa inaugural, a equipe convidada a fazer parte dela foi nada mais nada menos que a do Palestra Itália, que viria a mudar de nome para Sociedade Esportiva Palmeiras.
O "Tigre da Mogiana" teve grande participação no futebol paulista, por muitos anos disputou tanto o Campeonato Paulista quanto o amador do interior, quando não estava em um estava em outro. E assim foi, até 1988. Em 1989, desativou seu departamento de futebol profissional, não mais retornando.

## Participações em estaduais
- Segunda Divisão (atual A2) — 8 (oito)

1947, 1949, 1950, 1951, 1952, 1956, 1957, 1958
- Terceira Divisão (atual A3) — 6 (seis)

1982, 1984, 1985, 1986, 1987, 1988